# Platysenta griseirena
Platysenta griseirena là một loài bướm đêm trong họ Noctuidae.